# Bilal Yassine
Bilal Yassine (født 29. oktober 1979) er dansk professionel fodboldspiller, hvis primære position på banen er i forsvaret.
Bilal Yassine skiftede til Boldklubben Fremad Amager fra Glostrup FK og forlod klubben i løbet af sommeren 2004.

## Spillerkarriere
- 199x-2001?: Glostrup FK
- 2001?-2004: Boldklubben Fremad Amager, 1. division og 2. division